# Alseodaphne dura
Alseodaphne dura är en lagerväxtart som beskrevs av Kostermans. Alseodaphne dura ingår i släktet Alseodaphne och familjen lagerväxter. Inga underarter finns listade i Catalogue of Life.